# Kanfory Sylla
Kanfory Sylla (* 7. Juli 1980 in Conakry) ist ein ehemaliger guineischer Fußballspieler auf einer Position im defensiven Mittelfeld. Er war zuletzt für Zakho SC im Irak und die guineische Fußballnationalmannschaft aktiv.

## Karriere

### Verein
Seine Vereinskarriere begann Sylla in seiner guineischen Heimat, wo er ab dem Jahr 1999 im Kader des Erstligisten Étoile de Guinée aus der Hauptstadt Conakry stand. Mit der Mannschaft stieg er jedoch bereits in seiner Debütsaison in die Zweitklassigkeit ab. 2001 verließ er erstmals seine guineischen Heimat in Richtung Belgien, wo er sich Sporting Charleroi in der Erstklassigen Division 1A anschloss. Hier belegte er in seiner ersten Saison, an der Seite von Enzo Scifo, Mehrdad Minavand und Mahamoudou Kéré, jedoch nur einen Platz im Mittelfeld der Tabelle und schied auch im Nationalen Pokal bereits im Sechzehntelfinale gegen die Mannschaft des Lierse SK (2:0) aus. Sylla etablierte sich im ersten Jahr schnell als Stammspieler und kam in 28 Ligaspielen zum Einsatz. Ein Jahr später entging er mit den Verein nur knapp den Abstieg in die Zweitklassigkeit und auch in der Saison 2003/04 platzierte er sich mit der Auswahl nur im unteren Abschnitt der Tabelle. Durch den Verlust seines Stammplatzes und geringerer Einsatzzeiten, verließ er den Verein im Jahr 2005 und schloss sich den griechischen Zweitligisten Niki Volou in der Hafenstadt Volos an.
In seiner Debütsaison für den griechischen Verein platzierte er sich mit der Mannschaft auf den 10. Tabellenplatz der Meisterschaft. Im Pokal hingegen stieß die Auswahl um Sylla, nach Siegen gegen OFI Kreta (3:2 i. E.) und Ionikos Nikea (1:4), bis ins Viertelfinale vor. Hier unterlag die Mannschaft jedoch den späteren Finalisten AEK Athen, nach einem 0:0 im Hinspiel, mit 2:0 im Rückspiel. Doch noch vor Ablauf der Saison trennten sich die Wege und Sylla wechselte innerhalb der Liga zum Konkurrenten Ethnikos Asteras, wo er die Liga nur einen Platz vor seinen alten Verein abschloss. Nach nur 7 Monaten zog er weiter zum Ligakonkurrenten und Super League Absteiger Kallithea FC, wo er sich als Stammspieler etablieren konnte. Nach einem Jahr verließ er Griechenland jedoch endgültig und wechselte in das Nachbarland Türkei, wo er sich den Erstligisten Sivasspor in der zentralanatolischen Stadt Sivas anschloss.
Hier gehörte er neben Torhüter Michael Petković und den Stürmern Ivan Tsvetkov und Mehmet Yıldız zur Stammmannschaft der Yigidos und platzierte sich in seiner Debütsaison mit der Auswahl auf den vierten Tabellenplatz. Im Nationalen Pokal hingegen scheiterte Sylla mit der Mannschaft überraschend bereits in der zweiten Runde am damaligen Drittligisten Alanyaspor (1:0). Ein Jahr später wurde er erstmals in seiner Vereinskarriere Vizemeister, war jedoch in den Qualifikationsspielen zur UEFA Champions League nicht mehr Teil des Kaders. Es folgten kurze und erfolglose Stationen im Kader der türkischen Vereine Istanbul Başakşehir FK und Konyaspor, wo er an seine vorherigen Leistungen nicht anknüpfen konnte. Nach einer zwischenzeitlichen Vereinslosigkeit, kehrte er im Jahr 2012 auf den afrikanischen Kontinent zurück und schloss sich dort dem tunesischen Erstligisten EGS Gafsa an.
Hier erreichte er an der Seite von Morlaye Cissé und Walid Tayeb nur einen Platz im Mittelfeld der Tabelle und scheiterte auch im Nationalen Pokal im Achtelfinale an der Mannschaft von CS Hilalien (2:0). Nach nur einer Saison verließ er den Verein und kehrte, für ein kurzes Engagement im Kader des Erstligisten AS Kaloum Star, in seine guineische Heimat zurück. Einen Vereinstitel konnte er aber auch hier nicht gewinnen und verließ erneut den afrikanischen Kontinent diesmal in Richtung Asien. Hier schloss er sich 2013 dem irakischen Erstligisten Zakho SC aus der Autonomen Region Kurdistan an. Bis zu seinen Karriereende im Jahr 2015 konnte er mit den Verein keine Titel gewinnen und blieb somit auch in seiner gesamten Vereinskarriere ohne Titel.

### Nationalmannschaft
Sein Debüt für die guineische Fußballnationalmannschaft gab Sylla am 8. September 2002, im Rahmen der Qualifikation zur Afrikameisterschaft 2004 unter Trainer Michel Dussuyer, gegen die Auswahl von Liberia (3:0). Unter selbigen Trainer wurde er neben Dianbobo Baldé, Pascal Feindouno und Stürmer Titi Camara auch in das Aufgebot der Syli National zur Endrunde in Tunesien berufen. Er kam dabei in den Partien gegen den späteren Afrikameister Tunesien (1:1) und Mali (2:1) zum Einsatz. Auch in den Qualifikationsspielen zur Afrikameisterschaft 2006 und 2008 kam er zum Einsatz und qualifizierte sich mit der Mannschaft für beide Endrunden. Dort kam er sowohl beim Endrundenturnier 2006 in Ägypten in allen Gruppenspielen, gegen Südafrika (0:2), Sambia (1:2), Tunesien (0:3) und im Viertelfinale gegen Senegal (2:3) als auch 2008 in Ghana in allen Vorrundenpartien, gegen Gastgeber Ghana (2:1), Marokko (3:2) und Namibia (1:1), zum Einsatz. Zudem war er ebenfalls Teilnehmer an Qualifikationsspielen zur Fußball-Weltmeisterschaft 2006 und 2010, konnte dabei jedoch keine nennenswerten Erfolge mit der Mannschaft erzielen. Seinen letzten Einsatz im Trikot der Syli National absolvierte er am 5. September 2009, im WM-Qualifikationsspiel unter Trainer Titi Camara, gegen die Auswahl von Malawi (2:1). Insgesamt absolvierte er 41 Länderspiele, ein Tor gelang ihn dabei jedoch nicht.